# Márciuska

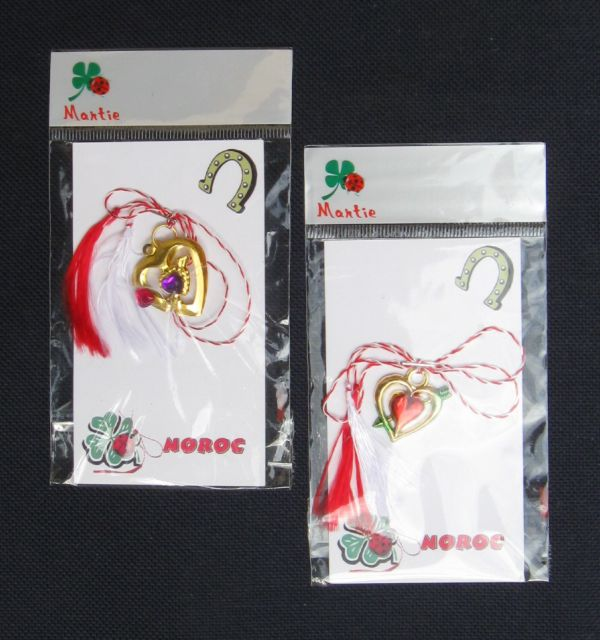

A márciuska (románul: mărțișor) apró, többnyire aranyozott fémből készült ékszer, román néphagyományhoz kötődő jelképes ajándéktárgy, ami mára elvesztette hagyományos jelformáját. Sokáig négylevelű lóherét formázott, manapság egyre több alakot és jelet vonultat fel.
Március 1-jén márciuskát ajándékozni szinte kötelező figyelmesség Romániában. Ilyenkor árusok hada lepi el az utcákat. Egy olyan román népszokásról, tavaszváró gesztusról van szó, amit az idők folyamán sokan a romániai magyarok közül is átvettek. A tavasz a megújulás időszaka, amikor a jó győzedelmeskedik a rossz felett. Ez az az alkalom, amikor a férfiak fehér-piros szalaggal átkötött márciuskát ajándékoznak lányoknak, asszonyoknak, mely a szerencse, az öröm, a szeretet vagy a szerelem szimbóluma. Moldvában ez épp ellenkezőleg történik, ott a lányok adnak márciuskát a fiúknak. A piros zsinór a tavaszt, a fehér a telet jelképezi. Szokás még ibolyát és hóvirágot ajándékozni (védettségük ellenére).